# شانيل رقم 5
شانيل رقم 5 (بالفرنسية: Chanel N° 5) العطر الأول من مصممة الأزياء الراقية كوكو شانيل. يعد أحد أشهر العطور في العالم وأكثر عطور شانيل مبيعاً.
وهو يعتبر أكثر العطور النابضة بالأنوثة، وهو مصنوع من زهور الياسمين وزهور مايو التي تقطف في الصباح الباكر يدويا من منطقة غراس جنوب فرنسا، وقد كانت فاتنة هوليوود مارلين مونرو تضع بضع قطرات منه قبل النوم.

## التاريخ
كلفت كوكو شانيل أرنست بيو أن يصنع ستة عطور. من رقم 1 حتى رقم 6. وكانت الزجاجة التي تحوي عطر رقم 5 هي التي راقت للآنسة شانيل واختارتها من بين الأخرى ات.
قدم شانيل العطر أول مرة لبعض أصدقائها في 5 مايو 1921. في البداية كانت شانيل تمنح العطر لزبائنها المميزين كهدية عند زيارتهم لمعرضها.
في عام 1924، عرض رجل الأعمال الفرنسي بيير ورتيميه على كوكو أن يشاركها في تسويق العطر. تملك 70٪ من العطر بينما امتلكت كوكو 10٪ وامتلك صديقها باديه 20٪. الآن عائلة ورتيميه هي التي تمتلك حق التسويق للعطر.

## الطراز
«أريد أن أمنح النساء عطرا مصنوعا»، تقول شانيل. «أنا حقا أعني مصنوعا، مثل الفساتين شيء مصنوع. لا أريد أن تضع المرأة أي ورد أو ليلك من الوادي، أريد عطرا مركب». رقم 5 صار مشهورا لأنه العطر الأول الذي صنع من مركبات كيماوية وعدة طبقات، عطرا يمكنه أن يبقى لفترة طويلة، أو حتى ليلة كاملة.
طبقت شانيل نظرية جديدة في عالم العطور الفرنسية، فالرائحة يجب ألا تفسد مع الوقت، بل تتحول لشيء أجمل، حيث أن العطور في تلك الحقبة كانت أغلبها تصنع من الزهور والورود، مما يعجل بفسادها لاحقا. تقول: «لقد آردت عطرا يعكس خصوصيتي، شيء فريد، ويمثل خلاصة الأشياء». أنها تومن أن العطر يجب أن يظهر المرأة أكثر طبيعية، أن يتماهى معها، ولا يكون أقوى منها.

## طبقات العطر
يتكون العطر من طبقة من فلورال - ألدهايد تحوي هذه الطبقة زهر من نبات الكنانغا وزيت نبتة النيرولي، ثم طبقة ألدهايد أخرى تتكون من الورد والياسمين، أما القاعدة فمصنوعة من خشب الصندل ونبتة فيتيفير والفانيلا.
بين المختبر للآنسة شانيل أنهم يضيفون إفرازات من غدد قطط السيفيت، ليبقى العطر أطول فترة ممكنة. جماعات حقوق الحيوان مثل الجمعية العالمية لحقوق الحيوان، تحركت لتمنع مثل هذا الإجراء. واستجابة لهذه الضغوط توقفت شركة شانيل عن استخدام إفرازات الغدد لهذه القطط عام 1998، واستبدلتها بمركبات صناعية.

## سفيرات العطر
زادت مبيعات العطر في عام 1950، عندما قامت مارلين مونرو بتمثيل العطر كوجه دعائي، حتى أن القائمين على العلامة قالوا انها زادت من شعبيته. في عام 1953 عندما سُألت مارلين «ماذا تضعين إذا ذهبت للنوم؟»، قالت: «بضع رشات من عطر رقم 5». هذه الإجابة جعلت المسؤلين في شانيل يقولون: «لا تضعي العطر، إلا إذا أردت أن يقبلك أحد».
أشهر من مثل العطر كوجه دعائي مارلين مونرو، كاترين دينوف، إيستيلا وورين، ونيكول كيدمان التي قامت عام 2004، بعمل إعلان تلفزيوني طويل، قام بالتمثيل معها الممثل البرازيلي رودريقو سنتورو، وأخرجه المخرج الأسترالي باز لورمان، وكان قد كلف إنتاجه عدة ملايين مما جعله يدخل موسوعة غينيس كأحد أغلى الإعلانات في التاريخ، هذا الإعلان عرض باسم (رقم 5، الفيلم).

## وصلات خارجية
- Jean-Pierre Jeunet's film – Chanel website